# Heister (Adelsgeschlecht)

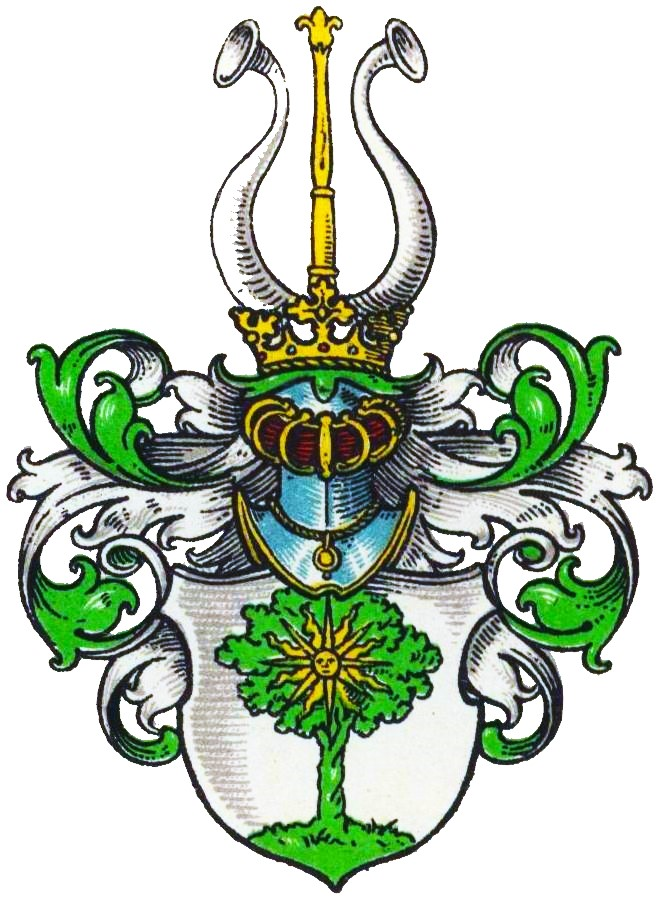
Wappen derer von Heister im Wappenbuch des Westfälischen Adels

Heister ist der Name eines ursprünglich im Herzogtum Jülich angesessenen Adelsgeschlechts, das auch in Österreich zu einigem Ansehen gelangte.
Eine Reichsadels- und Wappenbestätigung sowie des Reichsritterstandes erfolgte 1644 für Gottfried von Heister, kaiserlichen Obersten der Kavallerie. Die Erhebung in den Reichsfreiherrenstand als von und zu Heister und Solstett erhielt derselbe 1664 als kaiserlicher Feldmarschallleutnant. Seine Söhne Sibert, kaiserlicher Kämmerer und Feldmarschall, und Hannibal Joseph, erhielten 1692 den Reichsgrafenstand.
Eine andere Familie stammt aus Andernach am Rhein und beginnt die Stammreihe mit Peter Heister, urkundlich 1607 bis 1613. Dessen Nachfahre Leopold Heister, landgräflich hessen-kasselischer Generalleutnant, wurde 1776 in den Reichsadelsstand erhoben und bekam, wohl auf Grund vermuteter gemeinsamer Abstammung, ein sehr ähnliches Wappen verliehen. Sein Sohn war Levin von Heister. Diese hessische Familie gelangte im Königreich Preußen zu einigem Ansehen.

## Geschichte
Der Stammsitz des ursprünglich im Herzogtum Jülich angesessenen Geschlechts war in Dalen. 1463 bestätigte Graf Vinzenz von Moers dem Dietrich von Palant den Mühlenbann im Kirchspiel Dalen und übergab ihm die dortige Windmühle. 1469 gab Dietrich von Palant seinem Diener Michael Heister, der Rentmeister zu Dalen war, und seiner Frau Helene diese Mühle zu Erbpacht.
Die Stammreihe beginnt mit Bruno Heister († 1530) Vogt zu Sittard, verheiratet mit Maria von Palandt, Enkel des Christophorus Heister zu Dalen, herzoglich jülich- und geldrischer Rat (Consiliarius Juliae et Geldriae). Brunos Sohn Johann (um 1518–1584) war nach dem Tod seines Schwagers von 1555 bis 1584 ebenfalls Vogt zu Sittard. In der Umschrift seines Siegels nannte er sich Johann Heister von Dalen. Das Geschlecht blühte in kaiserlichen Kriegsdiensten zeitweilig im Freiherrn- und Grafenstand. Vorherige und spätere Linien waren untituliert.

## Wappen
Das redende Stammwappen zeigte zuerst einen Eichenzweig mit vier Eicheln. Erst in der Folge nach Johann Heister von Dalen († 1584) führte dessen Sohn Bruno (II.) einen Baum. Die Blasonierung des Vollwappens ist in der Folge: in Silber auf grünem Hügel eine grüne Heister (regional entweder für Eiche oder Buche) an deren Stamm (oder in der Laubkrone) eine goldene Sonne. Auf dem Helm mit grün-silbernen Helmdecken die Buche zwischen offenem silbernen Flug oder ein goldenes Szepter zwischen zwei silbernen Büffelhörnern.
Ob die Sonne zusätzlich „redend“ aufgenommen wurde (sie ist heiß), oder aus anderem Grund, ist unbekannt. Bezeichnenderweise führte auch der Anatom und Botaniker Lorenz Heister (1683–1758) die Sonne in seinem Wappen, allerdings im 2. und 3. Feld sowie in der Helmzier.
Das gräfliche Wappen ist geviert mit dem Stammwappen als Herzschild, in 1 und 4 in goldenem Feld ein roter Löwe, 2 und 3 in blauem Feld drei rote Pfennige. Zwei Helme, der rechte zeigt zwischen einem goldenen und roten Adlerflug einen Arm, der den Pfennig hält; der linke Helm zeigt einen wachsenden gekrönten roten Löwen, der ein Schwert hält.
Das Wappen von 1776 für Leopold von Heister zeigt in Schwarz auf grünem Hügel einen grünen Baum (Heister), dessen Stamm mit einer goldenen Sonne belegt ist. Auf dem Helm mit schwarz-goldenen Decken drei silberne Straußenfedern.

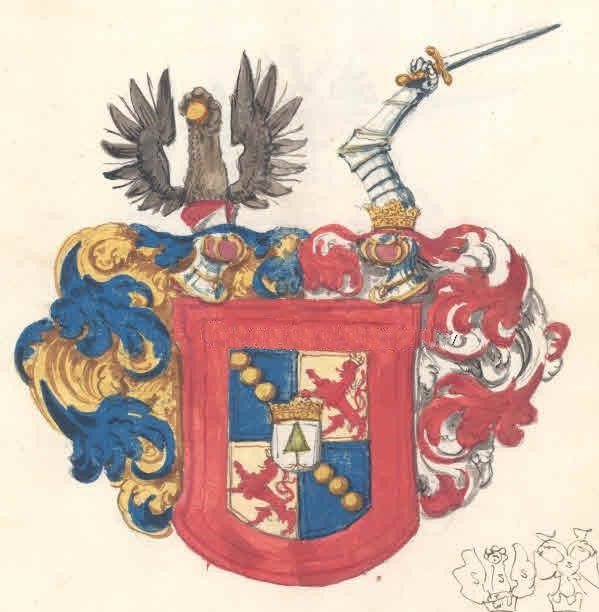
Wappen der Freiherren von Heister (1664) mit zwei Helmen
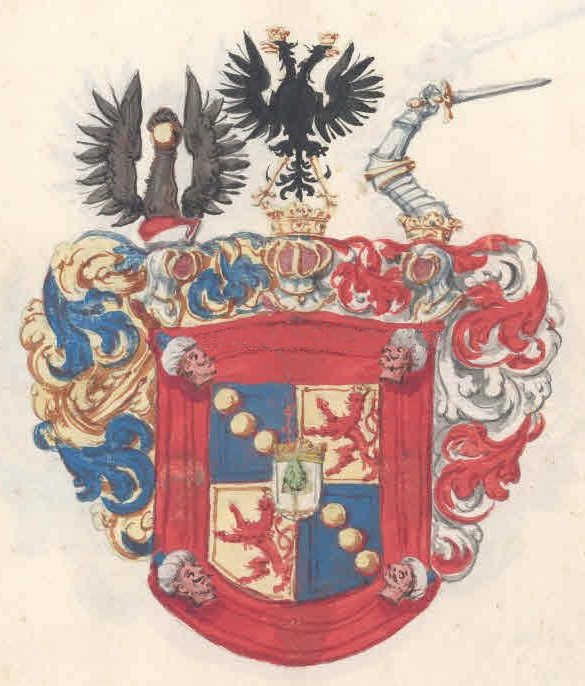
Wappen der Freiherren von Heister (1664) mit drei Helmen
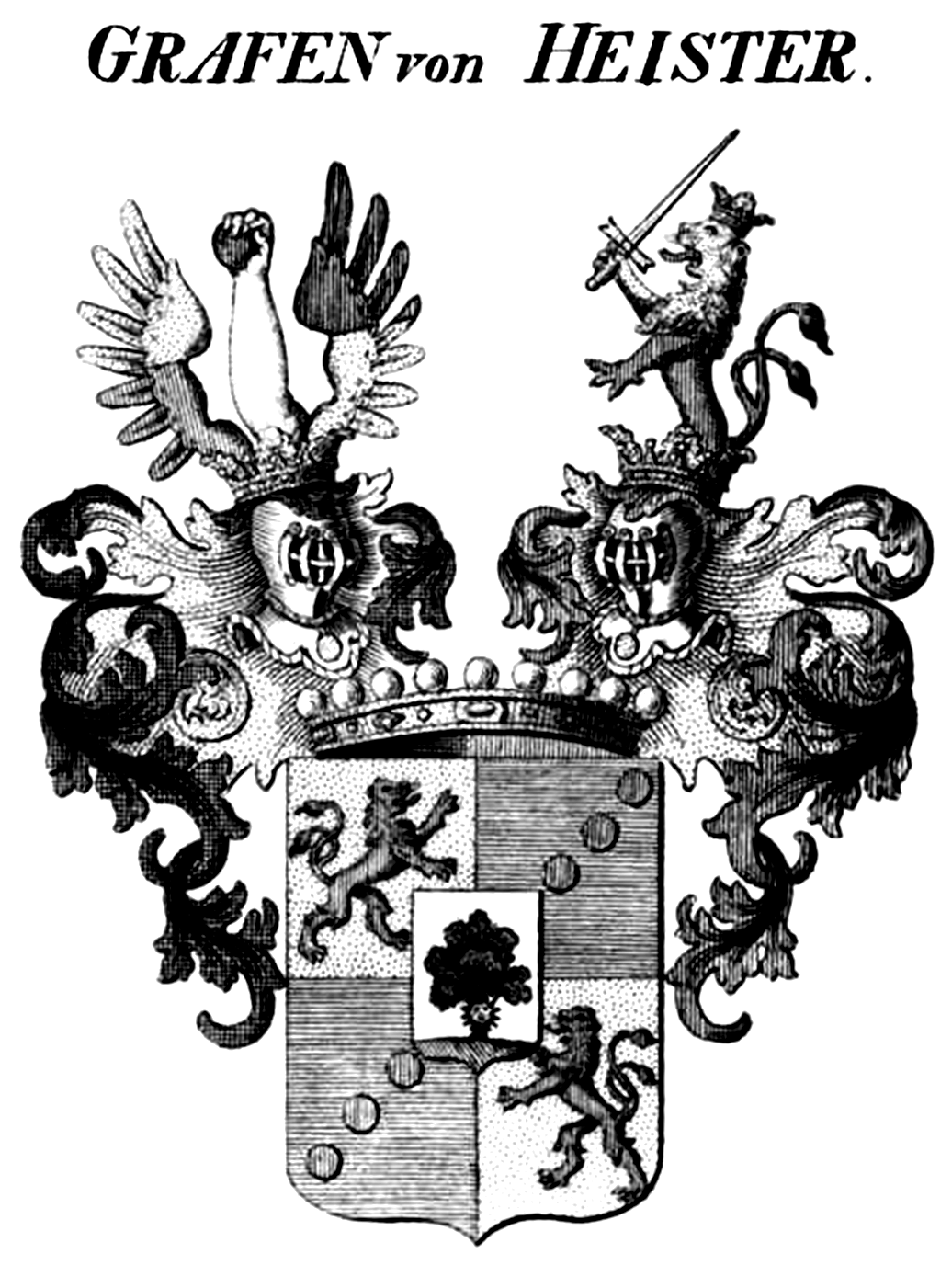
Gräfliches Wappen derer von Heister (1692) bei Tyroff
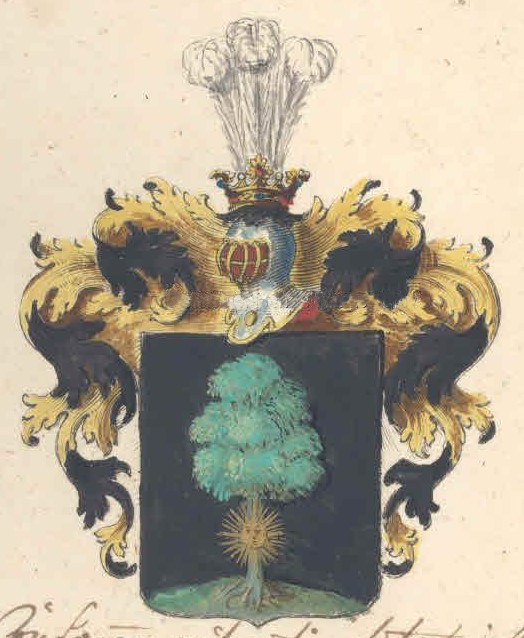
Wappen derer von Heister (1776)

## Bekannte Familienmitglieder
- Leopold Karl Eduard Adolf von Heister (1801–1863), preußischer Generalmajor
- Gottfried von Heister (1609–1679), Vizepräsident des kaiserlichen Hofkriegsrats
- Hannibal Joseph von Heister († 1719), kaiserlicher Generalmajor und Kommandant in Kroatien
- Johann Albert von Heister (1676–1746), kaiserlicher Feldmarschall-Lieutenant
- Karl von Heister (General, 1799) (1799–1878), preußischer Generalmajor
- Karl von Heister (General, 1838) (1838–1928), preußischer General der Kavallerie
- Philipp von Heister (1716–1777), hessen-kasselscher Generalleutnant, Kommandeur der hessischen Truppen in Amerika
- Levin von Heister (1757–1816), preußischer Generalleutnant
- Sigbert von Heister (1646–1718), kaiserlichen Feldmarschall
- Wilhelm Leopold von Heister (1795–1863), preußischer Generalmajor